# Vought OS2U Kingfisher
Il Vought OS2U Kingfisher era un idroricognitore imbarcato a galleggiante centrale sviluppato dall'azienda statunitense Chance Vought negli anni trenta.
Fu il ricognitore imbarcato più diffuso sulle unità maggiori dell'U.S. Navy, la marina militare statunitense, ma trovò largo impiego anche nei voli di ricognizione costiera basati a terra, rimanendo in servizio da prima dello scoppio della seconda guerra mondiale agli anni quaranta

## Storia del progetto
Nei tardi anni trenta la Chance Vought incaricò l'ingegnere Rex B. Beisel di progettare un nuovo modello da osservazione da proporre alla US Navy, un monoplano in grado di sostenere un gran numero di compiti tra cui la possibilità di attaccare con le proprie mitragliatrici le unità navali nemiche. Sostituendo i precedenti modelli standard da osservazione a velatura biplana con un'impostazione più moderna e monoplana, con il "Kingfisher", com'era stato battezzato il nuovo velivolo, Beisel introdusse una serie di innovazioni tecnologiche tra le quali l'assemblaggio delle varie parti tramite saldatura a punti, tecnologia sviluppata dalla Chance Vought in collaborazione con la Naval Aircraft Factory al fine di creare una fusoliera dalla superficie liscia che abbinasse una minore resistenza aerodinamica ad una adeguata resistenza strutturale. Beisel introdusse inoltre dei dispositivi in grado di generare un'elevata portanza, deflettori e, integrato in un unico dispositivo, alettoni ed ipersostentatori mobili collocati sul bordo d'uscita alare che estroflessi consentivano di aumentare la corda alare generando così una portanza supplementare.
Per le missioni di combattimento il pilota aveva a disposizione una mitragliatrice calibro .30 in (7,62 mm) in caccia più una seconda (o una coppia) pari calibro brandeggiabile montata su supporto ad anello posizionata all'estremità posteriore della cabina di pilotaggio ed operata dal secondo membro dell'equipaggio, l'operatore radio/mitragliere. Il modello era inoltre in grado di trasportare due bombe da caduta da 100 lb (45 kg) o due cariche di profondità da 325 lb (147 kg). Oltre a ciò il modello fu utilizzato come aereo da addestramento sia nella sua configurazione idrovolante che in quella basata a terra.
Il primo prototipo venne equipaggiato con un motore Pratt & Whitney R-985-4 Wasp, un radiale 9 cilindri posti su una singola fila raffreddato ad aria in grado di esprimere una potenza pari a 450 hp (336 kW), ed in questa configurazione portato in volo per la prima volta nel 1938.

## Impiego operativo

### Stati Uniti d'America
I primi 54 Kingfisher iniziarono ad essere consegnati ai reparti della U.S. Navy dell'inizio agosto del 1940 e sei esemplari furono consegnati alla Battle Force basata a Pearl Harbor prima della fine di quello stesso anno. Molti dei seguenti 158 esemplari di OS2U-2 sono stati assegnati ai reparti di addestramento presso la Naval Air Station Pensacola, in Florida, 53 dei quali andarono ad equipaggiare gli Inshore Patrol Squadron, reparti di pattugliamento costiero di recente istituzione basate alla NAS Jacksonville, sempre in Florida. Nel 1942 vennero costituite nove nuovi Inshore Patrol Squadron, tutti esclusivamente equipaggiati con la variante OS2N-1 costruita dalla Naval Aircraft Factory.

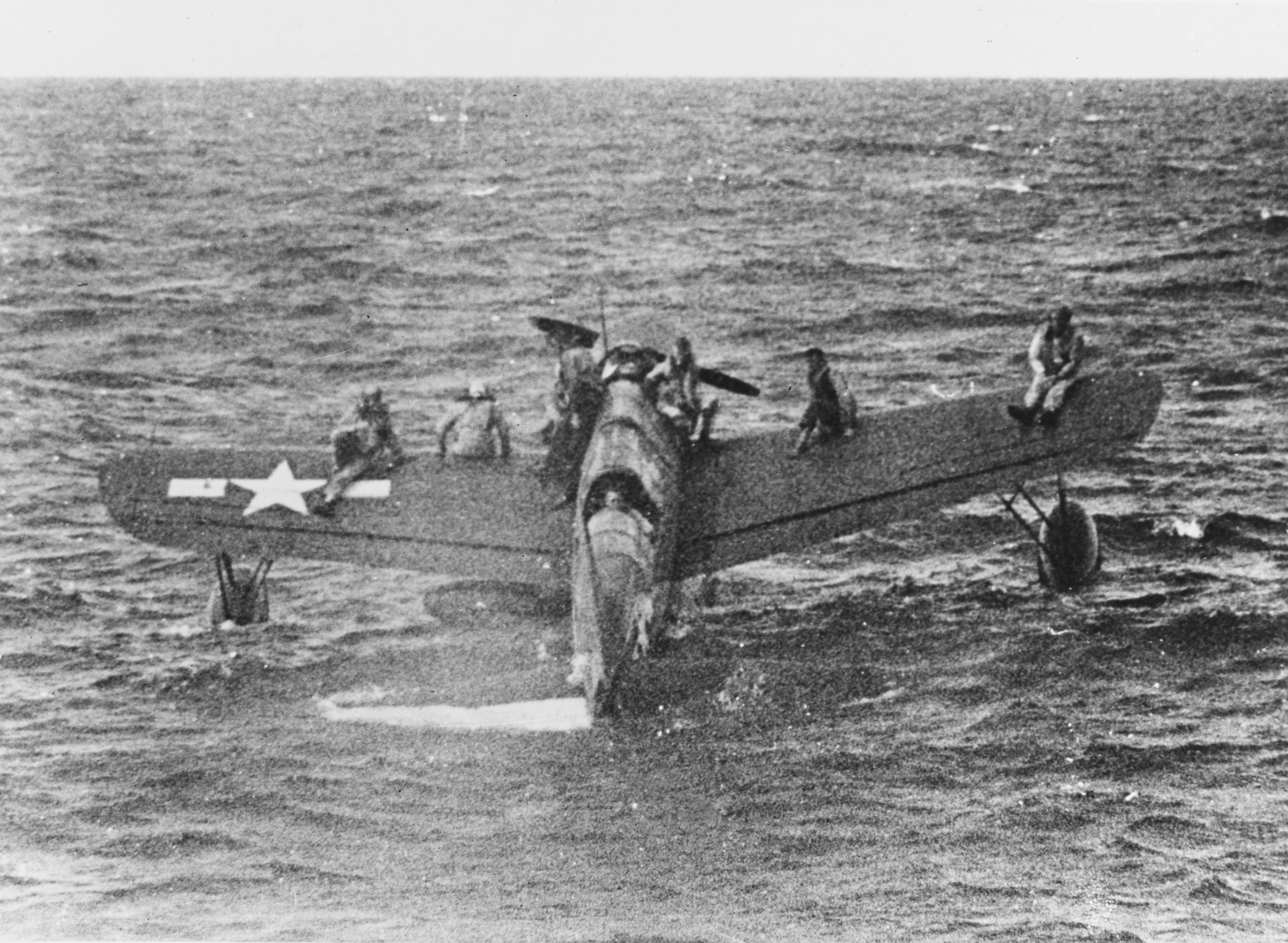
Aviatori statunitensi abbattuti nei dintorni di Truk mentre attendono di essere prelevati sulle ali di un OS2U Kingfisher.

Il Kingfisher venne ampiamente utilizzato come ricognitore marittimo imbarcato catapultabile nelle navi da battaglia, incrociatori pesanti e leggeri della U.S. Navy durante la seconda guerra mondiale, oltre a giocare un ruolo importante a sostegno delle missioni di bombardamento a terra e di quelle aeronavali di salvataggio. Tra gli esempi che dimostrano le capacità di salvataggio offerte dal modello si possono citare il recupero dell'asso dell'aviazione della prima guerra mondiale Eddie Rickenbacker e del suo equipaggio dal Boeing B-17D Flying Fortress costretto ad un ammaraggio forzato nell'Oceano Pacifico nel novembre 1942, ed il particolare uso che ne fece il LT John A. Burns' nell'aprile 1944 nel trasportare gli aviatori sopravvissuti dalla Laguna di Truk verso il sottomarino USS Tang inviato in loro soccorso vicino all'atollo. In tutto Burns riuscì a trarre in salvo 10 superstiti in due viaggi e per questo insignito della Navy Cross.
Nel corso del suo periodo operativo nella U.S. Navy, l'OS2U, come anche il suo predecessore Curtiss SOC Seagull, rimase in linea molto più a lungo di quanto pianificato in quanto il Curtiss SO3C Seamew, sviluppato per sostituirlo nel servizio, si rivelò gravemente sottopotenziato risultando un completo fallimento. L'OS2U venne gradatamente sostituito nelle ultime fasi della seconda guerra mondiale con l'introduzione del Curtiss SC Seahawk, con i primi esemplari che raggiunserò le unità della U.S. Navy nell'ottobre 1944.

### Australia
La Royal Australian Air Force ricevette 18 Kingfisher da un lotto ordinato dalle Indie Orientali Olandesi che fu dirottato in Australia nel 1942. Questi furono inizialmente utilizzati come aerei da addestramento per la formazione dei piloti destinati condurre gli idrovolanti ma dal 1943 andarono ad equipaggiare il No. 107 Squadron RAAF la cui missione era fornire scorta aerea ai convogli fino alla sua dissoluzione, nell'ottobre 1945. Un Kingfisher venne inoltre usato come supporto al programma denominato Australian National Antarctic Research Expeditions nel 1947–48.

### Regno Unito
Anche il Regno Unito si dichiarò interessato al velivolo della Vought, che venne fornito in 100 esemplari nella versione OS2U-3 grazie al programma Lend-Lease nel 1941. Il modello, che assunse localmente la designazione Kingfisher Mk.I, venne utilizzato nella Fleet Air Arm, la componente aerea della Royal Navy (la marina militare britannica).

## Versioni

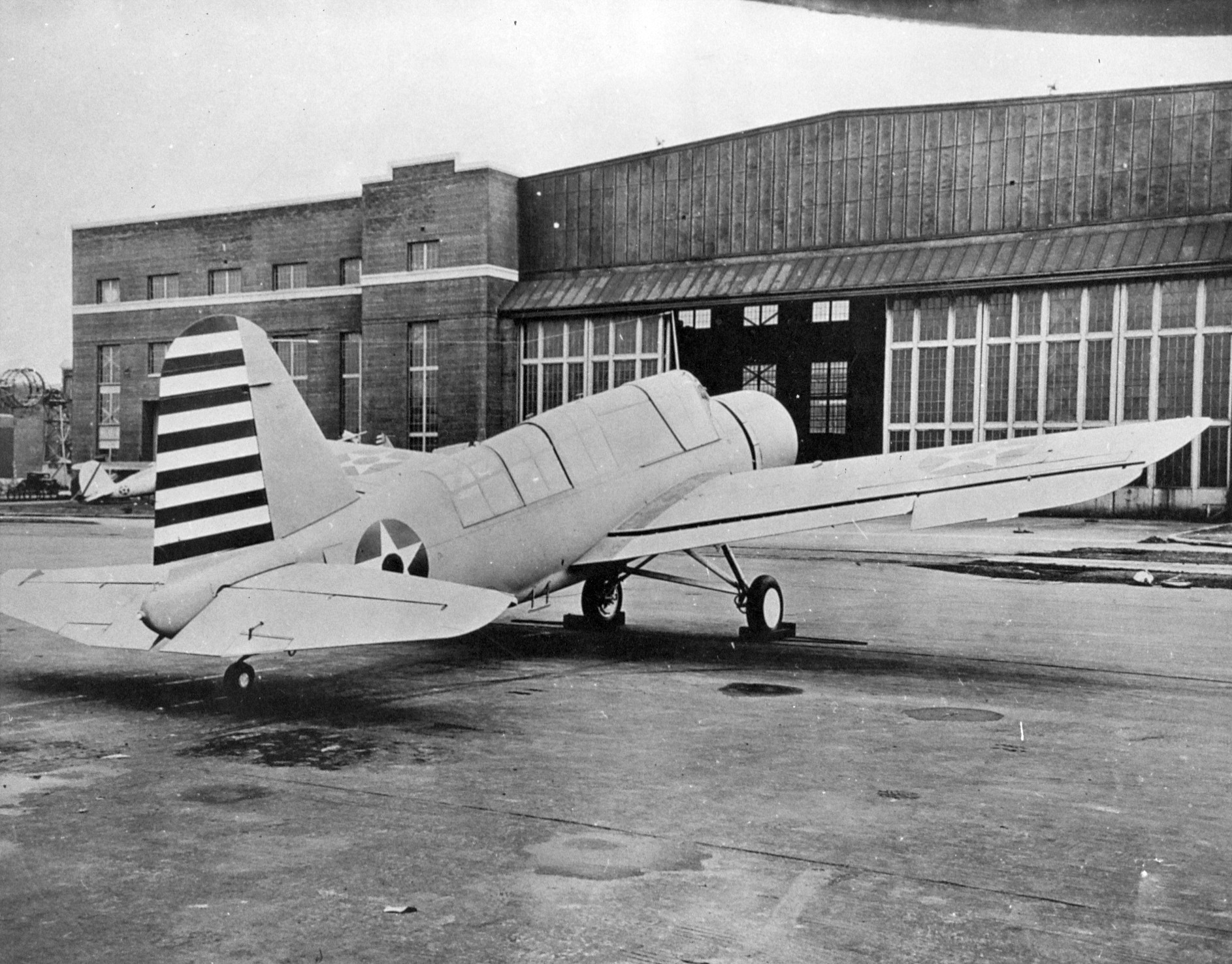
Un OS2N-1 alla Naval Aircraft Factory, 1941.

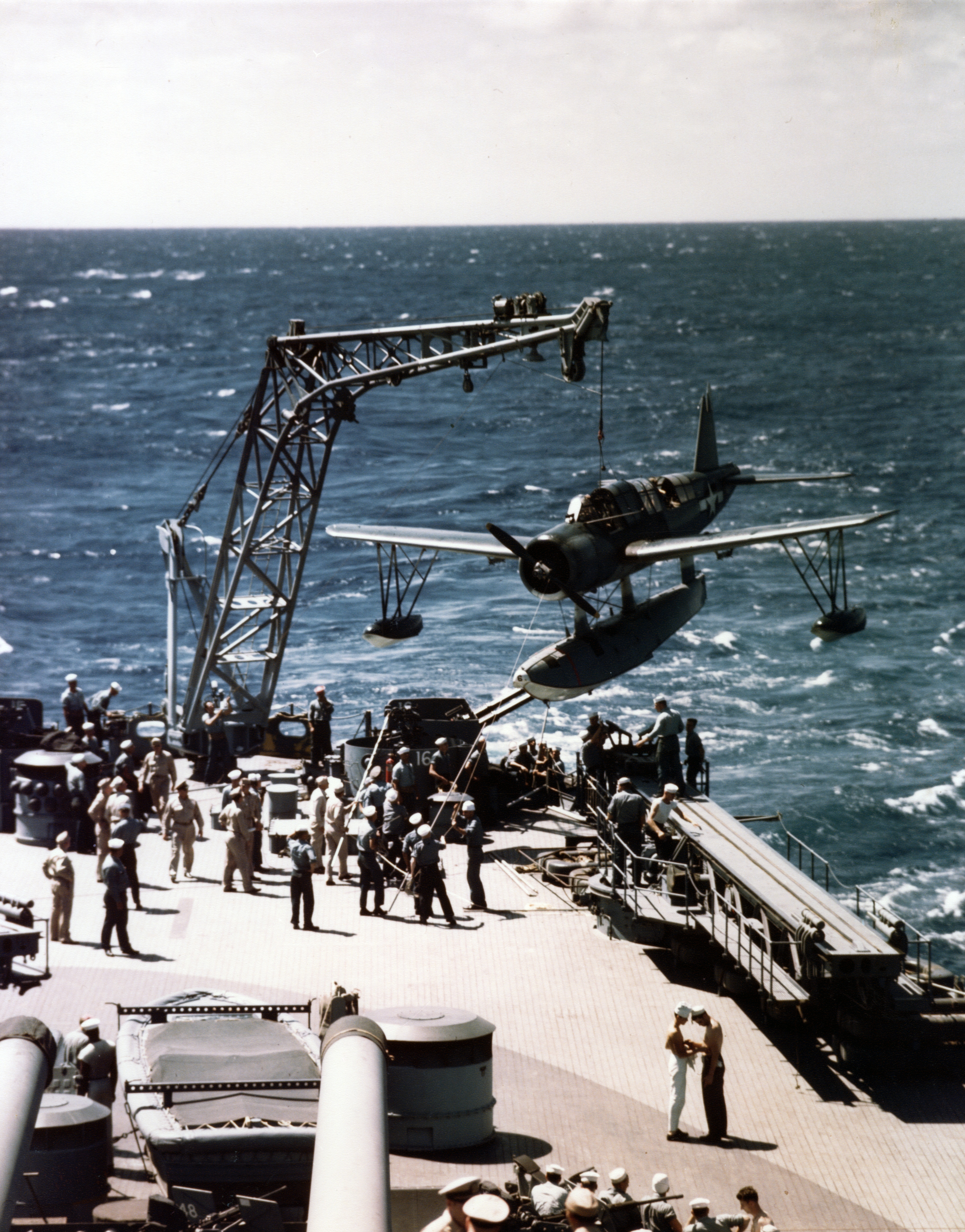
Un idrovolante Vought OS2U Kingfisher è riportato a bordo della nave da battaglia USS Missouri, agosto 1944.

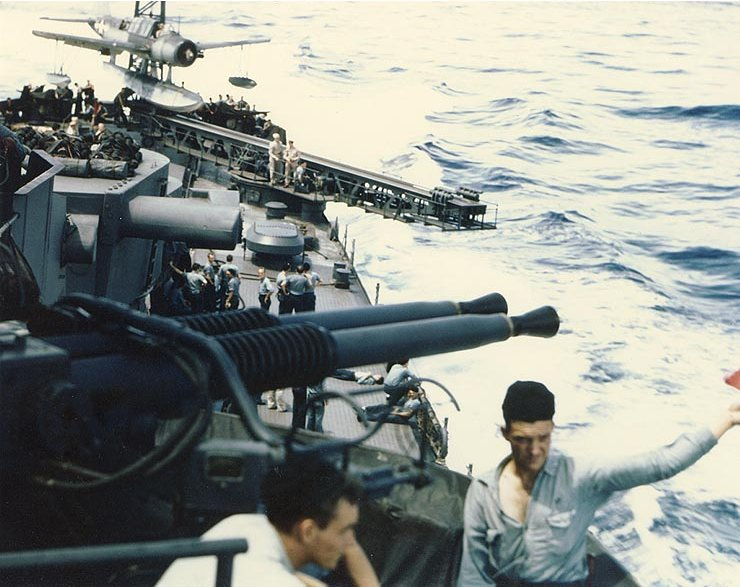
Un OS2U Kingfisher pronto per il decollo per il raid su Minamitori-shima dell'ottobre 1943 dalla catapulta della USS Mobile. Si notino i cannoni binati da 40 mm in primo piano.

XO2SU-1
prototipo, designazione aziendale Vought Model VS.310, equipaggiato con un motore radiale Pratt & Whitney R-985-4 da 450 hp (336 kW), realizzato in un solo esemplare.
OS2U-1
versione iniziale di produzione in serie, come il prototipo tranne per l'adozione di una diversa versione del motore, un Pratt & Whitney R-985-48 sempre da 450 hp (336 kW), realizzata in 54 esemplari.
OS2U-2
versione di produzione in serie che integrava una serie di aggiornamenti minori all'equipaggiamento ed adottava una diversa versione del motore, un Pratt & Whitney R-985-50 sempre da 450 hp (336 kW), realizzata in 158 esemplari.
OS2U-3
evoluzione del 02SU-2 dotato di serbatoi di combustibile autosigillanti, corazzatura di alcune parti, armamento basato su due mitragliatrici calibro .30 in (7,62 mm), in caccia sul naso ed in posizione ventrale, e in grado di trasportare cariche di profondità da 325 lb (147 kg) o bombe da caduta da 100 lb (45 kg), motorizzata con un Pratt & Whitney R-985-AN2, realizzata in 1 006 esemplari.
OS2U-4
due esemplari convertiti con una diversa ala dalla minore corda e conseguente maggiore allungamento alare dotata inoltre di ipersostentatori sul bordo d'uscita a tutta lunghezza. Versione non sviluppata.
OS2N-1
designazione degli OS2U-3 costruiti dalla Naval Aircraft Factory, equipaggiati con un Pratt & Whitney R-985-AN-2 o -AN-8 da 450 hp (336 kW), realizzati in 300 esemplari.
Kingfisher I
designazione britannica della versione OS2U-3, 100 esemplari consegnati alla Royal Navy.

## Utilizzatori
Argentina
- Aviación Naval

operò con 9 esemplari.
 Australia
- Royal Australian Air Force

 Cile
operò con 15 esemplari.
 Cuba
- Aviación Naval

operò con 4 esemplari tra il 1942 ed il 1959.
 Rep. Dominicana
- Fuerza Aérea Dominicana

operò con 9 esemplari.
 Messico
- Fuerza Aérea Expedicionaria Mexicana

operò con 6 esemplari nell'Escuadrón 201
 Paesi Bassi
- Marine Luchtvaartdienst (previsti)

i 24 esemplari ordinati non vennero consegnati in tempo causa l'occupazione tedesca.
 Regno Unito
- Fleet Air Arm

operò con 100 esemplari.
 Stati Uniti
- United States Navy
- United States Coast Guard

la Guardia Costiera operò con 40 esemplari.
 Unione Sovietica
- Aviacija Voenno-Morskogo Flota

 Uruguay
- Servicio Aeronáutico

operò con 6 esemplari.

## Velivoli comparabili
Modelli comparabili per impostazione tecnica, ruolo e periodo storico.
 Germania
- Arado Ar 196

 Stati Uniti
- Curtiss SO3C Seamew
- Curtiss SC Seahawk
- Edo OSE-1
- Vought VE-7 Bluebird

 Giappone
- Nakajima E4N